# Vivina de Assis Viana
Vivina de Assis Viana (Morro do Ferro, Minas Gerais, 4 de junho de 1940) é escritora brasileira de literatura infanto-juvenil.

## História
Vivina de Assis Viana é uma escritora brasileira. Formou-se em letras em Belo Horizonte, onde deu aula e morou até mudar-se para São Paulo.

## Obra
De 1990 até 1999, foi cronista do Estado de Minas Gerais, com publicações todos os domingos no suplemento Fim de Semana.
Em 1977, publicou seu primeiro livro, que se chamou O dia de ver meu pai, e que fez parte da Coleção do Pinto, junto a livros de Wander Piroli e Henry Corrêa de Araújo. No entanto, sua estreia literária já havia ocorrido no ano de 1973, com a publicação do conto A Coisa Melhor do Mundo, no livro Os Contos da Mulher Brasileira.
Com a importante obra "O dia de ver meu pai", Vivina marca o panorama da literatura infanto-juvenil, trazendo ao público leitor uma obra madura na qual se dispõe a tratar com eles de um assunto até então proibido nesta literatura: a separação conjugal.
Em 2002 e 2004, foi convidada pelo site do Banco Real a escrever contos online, que, inclusive, se encontram no site até hoje, na guia "Brincando na Rede".
Hoje, Vivina trabalha com consultorias a editores, e produz literatura para jovens e adolescentes. Em seu penúltimo livro "Aqui em Nova Iorque, NY in loco", publicada em 2010 pela Editora Positivo, ela relata a viagem de uma mãe e seus dois filhos à cidade de Nova Iorque, pós atentado de 11 de Setembro. Em sua mais nova obra "Nós 4" publicada pela Editora Autentica em 2014, Vivina troca e-mails com João Carrascosa. O livro publica tanto os e-mails dos personagens Ana e Juju, quanto dos autores Vivina e João, dando aos leitores a oportunidade ímpar de presenciar o processo de criação dos autores.

## Influências
Sua mais forte influência literária é o escritor brasileiro Graciliano Ramos. Vivina, também por admirar a capacidade de Graciliano ser tão conciso e falar com tanta qualidade, escreve textos usando de uma linguagem clara, e direta, facilitando o contato com o leitor. Publicou, em 1981, a obra Graciliano Ramos, uma pesquisa sobre aspectos da vida e obra do autor.
Além de trazer grandes contribuições por meio de obras que tratam de problemáticas do mundo urbanizado, ela também dispensa ao público leitor doses de serenidade e pacificidade através de livros que se passam no pano de fundo rural. Nestas obras, fica evidente o valor do campo para a escritora.

## Prêmios
Ganhou o Prêmio Jabuti, principal prêmio da literatura nacional, de melhor livro infantil em 1989 com a encantadora obra O mundo é pra ser voado.

## Principais obras
- A coisa melhor do mundo, 1973;
- O dia de ver meu pai, 1977;
- O rei dos Cacos, 1978;
- Eu sou isso?, 1985;
- Suando frio, 1986;
- Meu dente caiu, 1987;
- Barulho do tempo, 1987;
- O jogo do pensamento, 1988;
- O mundo é pra ser voado, 1989;
- Sabe de uma coisa?, 1989;
- Ana e Pedro, 1990;
- Picasso, 1992;
- Arco-íris tem mapa?, 1994;
- Histórias dos tempos de escola, 2002;
- Brincando na rede de acordar, 2002;
- A pipoca do quinto andar, 2004;
- Os passarinhos do mundo, 2009;
- Damas & Valetes , 2010;
- Aqui em Nova Iorque, NY in loco, 2010;
- Nós 4, co-autoria com João Carrascosa, 2014.